# V679 Carinae
V679 Carinae – nowa klasyczna w gwiazdozbiorze Kila, która została odkryta 25 listopada 2008 roku na zdjęciach wykonanych w programie Pi of the Sky. W maksimum swojego wybuchu gwiazda osiągnęła jasność 7,5m. Następnie gwiazda zaczęła słabnąć, a jej jasność spadła poniżej 8m.